# 메호두더지쥐
메호두더지쥐 또는 큰두더지쥐(Fukomys mechowii)는 뻐드렁니쥐과에 속하는 설치류의 일종이다. 앙골라와 콩고민주공화국, 잠비아에서 발견되며, 말라위에서도 서식하는 것으로 추정하고 있다. 자연 서식지는 습윤 사바나 지역과 아열대 또는 열대 기후 지역의 건조 관목 지대, 건조 저지대 초원이다. 1881년 독일 박물학자 피터스(Wilhelm Peters)가 처음 기술했다. 종소명(mechowii)은 프러시아 탐험가 겸 박물학자인 프리드리히 빌헬름 알렉산더 폰 메호(Friedrich Wilhelm Alexander von Mechow)의 이름에서 유래했다.

## 분포 및 서식지
메호두더지쥐는 아프리카 중부에서 발견된다. 앙골라 중부와 잠비아 북부 지역부터 콩고민주공화국 남부와 동부의 일부 지역 그리고 탄자니아 남서부 지역에 분포한다. 말라위에서 발견되는 기록은 다른 종일 가능성이 있다. 굴은 진흙과 돌, 모래흙 속에서 발견된다. 일반적인 서식지는 1100mm를 초과하는 강수량을 가진 관목 사바나 지역 또는 울창한 산림 지대이다. 경작지와 공원, 정원 그리고 소나무 농장에서도 발견된다.

## 생태
메호두더지쥐는 무리 생활을 하는 종으로 2마리와 20마리 또는 그 이상의 개체가 무리를 이루어 생활한다. 메호두더지쥐는 지하에서 생활할 수 있도록 적응했으며, 원기둥 형태의 몸과 작은 눈 그리고 땅을 파기 위해 사용하는 큰 앞니를 갖고 있다. 굴을 파는 행동은 먹이를 형성하는 뿌리와 줄기를 찾기 위한 먹이 탐색 목적이 대부분이다.

## 보전 상태
국제 자연 보전 연맹(IUCN)은 메호두더지쥐의 보전 등급을 관심대상종으로 분류하고 있다. 광범위한 분포 지역을 갖고 있으며, 경작지에서 생활을 위해 적응한 흔하게 발견되는 종이다. 특히 잠비아에서 야생동물 고기로 포획되고, 식용으로 사용되는 데도 불구하고 전체 개체수는 안정적으로 보이며 영향이 적은 것으로 추정된다.